# Hitachi Rail Italy
Hitachi Rail Italy S.p.A. era una società per azioni italiana che operava nella produzione e commercializzazione di materiale rotabile con sede e stabilimenti a Napoli, Pistoia e Reggio Calabria, di proprietà dell'azienda giapponese Hitachi. Dal 1 giugno 2021 la società è stata incorporata tramite fusione all'interno di Hitachi Rail STS S.p.A.

## Storia
Hitachi Rail Italy S.p.A. nasce all'interno del gruppo Hitachi Rail Europe appositamente per rilevare AnsaldoBreda dalla controllante Leonardo-Finmeccanica.
L'operazione è avvenuta il 2 novembre 2015 per 1,9 miliardi di euro. Dopo circa un secolo di storia, sparisce così il marchio Ansaldo a favore di Hitachi, ritenuto di più ampio respiro internazionale e strategico per competere su mercati globali.
Gli stabilimenti di Pistoia, Napoli e Reggio Calabria, con 1 930 dipendenti, passano sotto il controllo della nuova compagnia giapponese, così come la maggior parte delle commesse tra cui Trenitalia (Frecciarossa 1000 e Vivalto), Trenord (TSR) e ATM (Leonardo e Meneghino).
Rimangono di competenza Leonardo-Finmeccanica, invece, lo stabilimento di Carini e i suoi 153 dipendenti (attività di revamping) e manutenzione, nonché altri 129 dipendenti che lavorano su vecchi programmi in via di collaborazione a Napoli e Pistoia così come i contratti firmati con Società Nazionale delle Ferrovie del Belgio e Nederlandse Spoorwegen attinenti alla vicenda Fyra.
Tra il 2015 e il 2016, Hitachi Rail Italy vince la gara da 500 milioni di euro di Great Western Rail per la realizzazione di 36 treni Intercity Express 802 che verranno prodotti a Pistoia e quella indetta da Trenitalia per i primi 39 Rock (333 milioni, opzionabili fino a 300, per un totale di 2.6 miliardi).
Gli impianti di Pistoia e Reggio Calabria si occupano della parte prettamente legata al veicolo, mentre componentistica ed elettronica sono di pertinenza del sito di Napoli.
Il 12 giugno 2019 viene resa nota la sentenza del TAR del Lazio che conferma l'aggiudicazione in favore della stessa Hitachi Rail della gara indetta da Trenitalia e finalizzata alla "fornitura di 135 convogli a trazione diesel-elettrica per il servizio ferroviario regionale, comprensiva del full-service manutentivo", dopo il rigetto del ricorso presentato da Stadler.
Dal 1 giugno 2021, la società viene incorporata tramite fusione all'interno di Hitachi Rail STS S.p.A.

## Prodotti

### Treni ad alta velocità
- Frecciarossa ETR 1000

### Treni regionali
- Vivalto
- TSR
- Intercity Express British Rail Class 802 per la britannica Great Western Railways.
- Rock[12]
- Blues

### Tram
- Sirio
- Serie 8000 per GTT

### Metropolitana driverless
- Brescia
- Honolulu
- Copenaghen
- Milano (Linea M4 e Linea M5)
- Napoli
- Riyadh
- Taipei
- Roma
- Salonicco
- Lima

### Metropolitana
- Meneghino
- Metropolitana di Fortaleza
- Elettromotrici AMT 31-37
- Leonardo